# Pink Reality
Pink Reality (транскр. Пинк ријалити) српска је телевизијска мрежа која је са емитовањем почела 1. маја 2013. Емитује се путем кабловске, сателитске и ИПТВ мреже у српској дијаспори.
Налази се у потпуном власништву Пинк међународне компаније и емитује уживо пренос ријалити-шоу програма телевизије Пинк, као што су Велики Брат, Фарма, Двор и Задруга.